# Mecopomorphus
Mecopomorphus är ett släkte av skalbaggar. Mecopomorphus ingår i familjen vivlar.
Kladogram enligt Catalogue of Life:
| Mecopomorphus | \| \| Mecopomorphus griseus \| \| \| \| |
|               | \| \| Mecopomorphus griseus \| \| \| \| |
|               | Mecopomorphus griseus                   |
|               |                                         |